# Ernst Weber

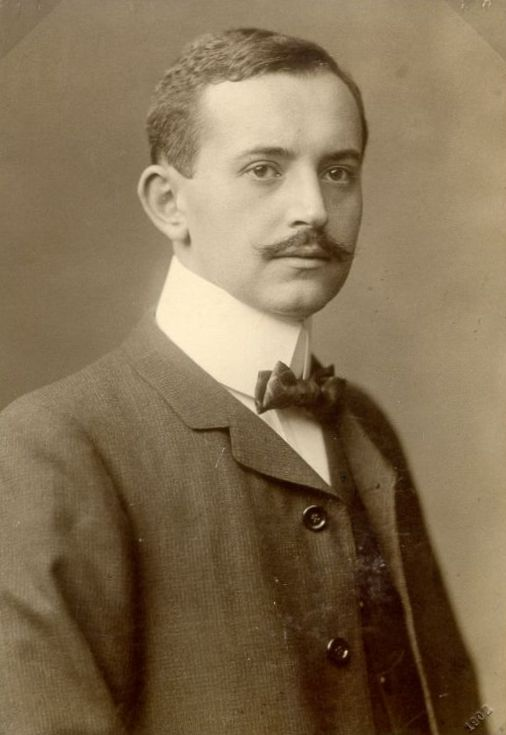
Ernst Weber (1902)

Ernst Weber (ur. 1875 w Berlinie lub Lipsku, zm. 9 stycznia 1925 w Berlinie) – niemiecki lekarz, fizjolog, profesor tytularny.

## Życiorys
Studiował medycynę na Uniwersytecie w Würzburgu. Tytuł doktora medycyny otrzymał w 1899, po czym zajął się pracą naukową. Z początku interesował się zagadnieniami psychiatrycznymi, a od 1906 głównie fizjologią eksperymentalną. Wtedy zaczął pracować w Berliner Physiologische Institut, gdzie współpracował z Maxem Lewandowskym. Od 1913 pracował w Instytucie Fizjologii Pracy u Maxa Rubnera. W 1908 został Privatdozentem, w 1911 profesorem tytularnym na Uniwersytecie Fryderyka Wilhelma w Berlinie. W późniejszym okresie kariery naukowej zajmował się głównie fizjologią układu krążenia. Po I wojnie praktykował jako lekarz chorób serca. Zmarł w wieku 50 lat; wspomnienia poświęcili mu Alfred Kerr, Georg Ludwig Zülzer i Otto Kalischer.

## Wybrane prace
- Ueber die geschichtliche Entwickelung der anatomischen Kenntnisse von den weiblichen Geschlechtsorganen. Inaugural Dissertation. Würzburg, 1899
- Ursachen und Folgen der Rechtshändigkeit. Halle a. S.: Marhold, 1905 116 ss.
- Weber E, Lewandowsky M. Hirnrinde und Blutdruck. Medizinische Klinik 15 (1906)
- Über die Ursache der Blutverschiebung im Körper bei verschiedenen psychischen Zuständen: I. Untersuchungen mit einem inneren (Darm-) Plethysmographen über Änderungen des Blutgehaltes der Bauchorgane / II. Untersuchungen mit Mosso's Menschenwage [Corr.: Menschenwaage] über die Verschiebung des Schwerpunktes des Körpers. Archiv für Physiologie 3/4, ss. 293-348 (1907)
- Über die Selbständigkeit des Gehirns in der Regulierung seiner Blutversorgung. Archiv für Physiologie, Physiologische Abteilung 5/6 ss. 457-536 (1908)
- Die Wirkung des Alkohols und einiger Analgetica auf die Hirngefäße. Archiv für Physiologie 4/5/6, ss. 348-358 (1909)
- Über willkürlich verschiedene Gefäßinnervation beider Körperseiten. Archiv für Physiologie 4/5/6, ss. 359-366 (1909)
- Die Beeinflussung der Blutverschiebungen bei psychischen Vorgängen durch Ermüdung. Archiv für Physiologie 4/5/6, ss. 367-384 (1909)
- Der Einfluß psychischer Vorgänge auf den. Körper insbesondere auf die Blutverteilung. Julius Springer, Berlin 1910.
- Physiologische Begleiterscheinungen psychischer Vorgänge W: Max Lewandowsky (Hrsg.): Handbuch der Neurologie, 1.Bd.: Allgemeine Neurologie. Berlin: Spiringer Verlag, 1910
- Ein automatischer Regulationsmechanismus der Empfindungsstärke: 1. Der Einfluß arterieller Hyperämie der Haut auf die Tastempfindung / II. Der Einfluß lokalisierter Aufmerksamkeit auf die Blutfülle der tastenden Hautpartie. Archiv für Physiologie 5/6, ss. 451-476 (1910)
- Über operative Herstellung eines neuen Kreislaufs durch die Leber. Archiv für Physiologie 5/6, ss. 401-414 (1912)
- Entgegnung auf die Abhandlung von M. Cloetta und E. Anderes "Besitzen die Lungen Vasomotoren" [Archiv f. experimentelle Pathologie u. Pharmakologie. März 1914, Bd. 76, Heft 2, S. 125-148]. Archiv für Physiologie ss. 533-552 (1914)
- Eine physiologische Methode, die Leistungsfähigkeit ermüdeter Muskeln zu erhöhen (1914)
- Besitzen die Lungen Vasomotoren. „Archiv für experimentelle Pathologie und Pharmakologie”. 77 (5-6), s. 476–476, 1914. DOI: 10.1007/BF02125616.
- Der Nachweis der durch Muskelarbeit herbeigeführten zentralen Ermüdung durch die Veränderung der bei Muskelarbeit eintretenden Blutverschiebung. Archiv für Physiologie: 290-304 (1914)
- Neue Untersuchungen über experimentelles Asthma und die Innervation der Bronchialmuskeln. Archiv für Physiologie 1/2, ss. 63-154 (1914)
- Die Beschleunigung des Eintretens der zentralen Ermüdung bei Muskelarbeit durch eine kurze Arbeitspause. Archiv für Physiologie ss. 330-344 (1914)
- Das Verhältnis der Muskelermüdung zur Gehirnermüdung bei Muskelarbeit. Archiv für Physiologie ss. 305-329 (1914)
- Ueber eine neue Untersuchungsmethode bei Herzkrankheiten. „Zeitschrift für experimentelle Pathologie und Therapie”. 18 (3), s. 325–381, 1916. DOI: 10.1007/BF02659941.
- Die Wirkung natürlicher und künstlicher Kohlensäurebäder sowie der Hochfrequenzbehandlung bei Herzkranken, kontrolliert durch die „plethysmographische Arbeitskurve“. (1919)